# رشيد رونبار باشا
رشيد رونبار باشا هو سياسي عثماني شغل منصب والي في الدولة العثمانية.

## مناصبه
تولى المناصب التالية:
- عضو في البرلمان التركي (حتى 1924)